# Вибухостійка перемичка
Вибухостійка перемичка (англ. explosionproof stopping, safety barrier, нім. Schutzdamm) — шахтна перемичка, що споруджується з метою запобігання руйнуванню гірничих виробок вибуховою хвилею, що утворюється при вибуху рудникових газів або (та) пилу.